# Dikete Tampungu
Dikete Tampungu (ur. 16 kwietnia 1980 w Kinszasie) – piłkarz z Demokratycznej Republiki Konga grający na pozycji bramkarza.

## Kariera klubowa
Karierę piłkarską Tampungu rozpoczął w klubie AS Vita Club z Kinszasy. W 2001 roku zadebiutował w jego barwach w pierwszej lidze Demokratycznej Republiki Konga. W debiutanckim sezonie zdobył Puchar DRK, a jeszcze w tym samym roku odszedł do Interu Kinszasa, w którym grał do 2002 roku.
W połowie 2002 roku Tampungu przeszedł do południowoafrykańskiego Bush Bucks FC z miasta Umtata. W 2006 roku przeszedł do Nathi Lions FC, a po roku gry w tym klubie odszedł do Bay United FC. Z kolei w 2010 roku został piłkarzem klubu Thanda Royal Zulu FC. W sezonie 2011/2012 grał w Mpumalanga Black Aces FC, w którym zakończył karierę.

## Kariera reprezentacyjna
Swoje jedyne spotkanie w reprezentacji Demokratycznej Republiki Konga Tampungu rozegrał w 2006 roku. W tym samym roku podczas Pucharu Narodów Afryki 2006 był rezerwowym dla Pascala Kalemby i nie rozegrał żadnego spotkania.